# Klasztor Sióstr Sacré Coeur we Lwowie

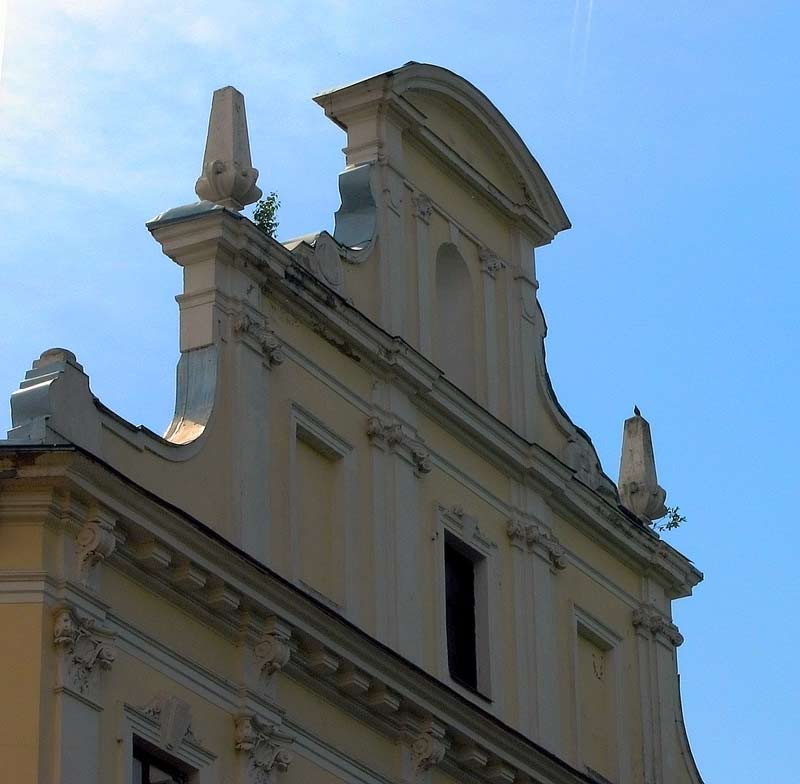
Fronton byłego klasztoru

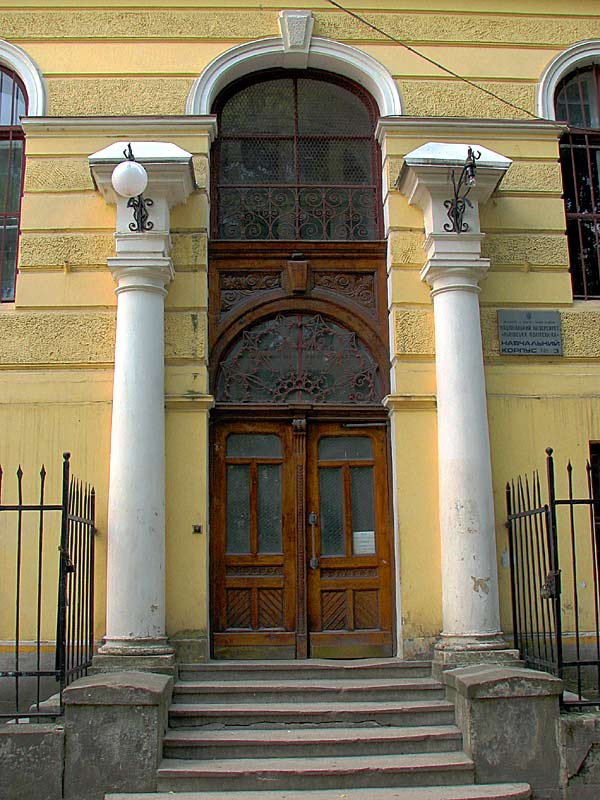
Portal byłego klasztoru

Klasztor Sióstr Sacre Coeur we Lwowie – były żeński klasztor rzymskokatolicki położony przy pl. św. Jura 1/2 (ukr. площа Святого Юра 1/2), nieopodal soboru św. Jura. Obecnie pozostało tylko jedno skrzydło głównego budynku klasztoru, jednak nie służy już ono potrzebom religijnym.

## Historia klasztoru
Zgromadzenie Najświętszego Serca Jezusa (Sacré Coeur) (fr. Société du Sacré-Cœur de Jésus, łac. Religiosa Sanctissimi Cordis Jesu – RSCI) zostało założone 21 listopada 1800 w Paryżu przez Magdalenę Zofię Barat (fr. Madeleine Sophie Barat), uznaną później za świętą. Jednym z zadań, jakie postawił przed sobą ten zakon, była edukacja młodych dziewcząt.
Zakon zaczął szybko rozprzestrzeniać się po świecie, dotarł również na ziemie polskie. Klasztor ss. Sacré Coeur i zakład wychowawczy dla dziewcząt założono we Lwowie w 1843 przy poparciu namiestnika arcyksięcia Ferdynanda d’Este (którego imię nosił w swoim czasie Plac Mickiewicza) i arcybiskupa Franza de Paula Pištka. Dla pierwszych czterech sióstr sercanek wynajęto budynek przy pl. św. Jura, a po roku rozpoczęto jego wieloletnią przebudowę. Budynek klasztoru był gotowy w 1855. W latach 1860–1864 zbudowano mały kościół (kaplicę) przy klasztorze, na rogu dzisiejszej ul. Karpińskiego i placu św. Jura. Projekt wykonał w popularnym wtedy stylu neogotyckim lwowski architekt Wincenty Rawski (starszy). Kaplica przylegała do gmachów klasztornych od strony wielkiego sadu. 
24 maja 1864 kościół poświęcił Najświętszemu Sercu Pana Jezusa i Najświętszej Marii Pannie arcybiskup Franciszek Ksawery Wierzchleyski. W latach 1884–1897 architekci Jan Lewiński i Jan Kudelski przebudowali pomieszczenia kaplicy i klasztoru. 
W okresie międzywojennym w kompleksie klasztornym mieściło się elitarne gimnazjum i internat dla dziewcząt. W czasie okupacji niemieckiej w budynkach klasztoru ulokowano szpital wojskowy. Ukrywał się tu przed okupantem m.in. profesor lwowskiego uniwersytetu Leon Halban. Po przejęciu władzy przez ZSRR w 1944 kaplica i klasztor zostały zamknięte, dokładnie w 100 lat od rozpoczęcia ich budowy. 
W 1946 siostry sercanki wraz z innymi Polakami zostały przymusowo wysiedlone ze Lwowa, a cały zespół klasztorny przeszedł w posiadanie nowych władz Politechniki Lwowskiej. Jeszcze w grudniu tego samego roku na bazie wydziału rolniczego i leśnego Politechniki zorganizowano w budynkach poklasztornych Instytut Rolniczy. W latach 60. XX wieku Instytut przeniesiono do Dublan a pomieszczenia wróciły do Politechniki Lwowskiej. Około 1972 kaplicę, sierociniec oraz sad poklasztorny zlikwidowano a na pozyskanym w ten sposób terenie zbudowano nowe gmachy Politechniki Lwowskiej.

## Architektura
Kościół Sacré Coeur był jedną z pierwszych budowli na ziemiach polskich, wzniesionych w stylu neogotyckim. Jako budulca użyto czerwonej cegły. W ścianie bocznej świątyni wybudowano jej fasadę. Otrzymała ona bogatą dekorację rzeźbiarską i zwieńczona została stromą wieżyczką, flankowaną parami pinakli. Do świątyni prowadziły reprezentacyjne schody zaś wejście stanowił perspektywiczny, uskokowy portal zwieńczony strzelistą wimpergą. Całości wystroju zewnętrznego dopełniały ostrołukowe okna i wieloboczna absyda.
Wystrój wnętrza również był neogotycki z  elementami rokoka. W 1882 12-głosowe organy wykonał przybyły rok wcześniej do Lwowa Ignacy Żebrowski wraz z synem Aleksandrem.
W latach 1892–1893 świątynia została gruntownie odnowiona. Na ścianach prezbiterium umieszczono neogotyckie figury świętych pod baldachimami autorstwa Piotra Harasimowicza. W 1892  rzeźbiarz Tadeusz Sokulski zbudował nowy neogotycki ołtarz główny wg projektu architekta Jana Kudelskiego. Prace malarskie i pozłocenie wykonał Konstanty Kaliszewski. Na przebudowanym chórze umieszczono organy francuskiej firmy Cavaille – Colla, wykonane w 1882. Prace ślusarskie wykonał Jan Daschek, a pracownia braci Wczelaków – prace stolarskie. Lwowska filia wiedeńskiej firmy Dittmara wykonała stylowe wiszące i stojące lampy. W 1925 w okna wstawiono sześć witraży wykonanych w krakowskim zakładzie S. G. Żeleńskiego.